# Immeuble Basalte
L'immeuble Basalte, est une tour allongée réalisé par Nexity Immobilier d'entreprise pour le compte de la Société générale situé dans le quartier d'affaires de la Défense entre le boulevard des Bouvets et le boulevard Franck Kupka. Il a été conçu par les architectes Jean Mas et Franck Tillequin de l'agence Ateliers 234. Il a été livré en 2013. 

## Caractéristiques
L'immeuble Basalte vient compléter le patrimoine immobilier de la Société générale à La Défense, après les tours Chassagne et Alicante et la tour Granite. 
La banque y a installé cinq salles des marchés sur de vastes plateaux de 3 800 m2 chacun ne comprenant aucun poteau intermédiaire. Le bâtiment comprend également des bureaux, des salles de conférences, des espaces de restauration et de services, des locaux informatiques, des archives et sept niveaux de parking. Une passerelle réalisée par l'architecte Marc Mimram et située au-dessus du boulevard des Bouvets relie l'immeuble Basalte à la dalle de La Défense. Elle regroupe environ 3 400 occupants.
La construction de cet immeuble est une prouesse technique. Le site où il est implanté accueillait la RD914 à l'air libre. Afin de pourvoir construire un bâtiment sur cette emprise, l'Établissement public d'aménagement de La Défense (EPAD) a construit un ouvrage de couverture, au-dessus de la RD914, qui a été ouvert à la circulation en juillet 2008. L'immeuble Basalte, dont la construction a débuté en août 2008, se positionne au-dessus de l'ouvrage de couverture en prenant ses appuis de part et d'autre. Entre les deux structures indépendantes l'une de l'autre, un vide d'environ 50 centimètres à 1 mètre a été conservé. 

## Caractéristiques de l'immeuble Basalte
- Hauteur : 54 mètres[1]
- Surface (SHON): 43 000 m2 - 5 plateaux de 3 800 m2 de type open space[1]
- Coût des travaux : 240 millions d'euros hors taxes

Immeuble Basalte en août 2022
Immeuble Basalte en août 2022

## Entreprises
- Maitre d'ouvrage : Nexity Immobilier d'Entreprise (promoteur) et Société générale (acquéreur)
- Architecte : Ateliers 234
- Maître d'œuvre - pilote d'exécution : Coteba
- Bureaux d'études : Coteba, Terrell, SETH, Square, Bethode, Lasa, ATH International, Ginger Ingénierie, Facade 2000
- Coordonnateur SSI : PCSI
- Accompagnement sécurité : Prevent'ex
- AMO HQE : Coteba
- Entreprises :  pas moins de 50 entreprises ont participé à la construction de cet immeuble, dont pour les lots principaux : CBC, Bateg, Botte Fondations, SMB, CCS, Smac, Goyer, INEO, Vinci Energies (Cegelec; SDEL ITT; SDEL IMTEC), Balas, Giacalone, Bechet, Eurométal, Uni-Marbre
- Bureau de Contrôle : SOCOTEC
- Coordination SPS : A.C.S.